# さまぁ〜ずの神ギ問
『さまぁ〜ずの神ギ問』（さまぁ〜ずのかみギもん、英: THE GREAT QUESTIONS）は、フジテレビ系列で2015年10月17日から2018年9月29日まで放送されていた雑学トークバラエティ番組である。さまぁ〜ずの冠番組である。通称は『神ギ問』。全114回。

## 概要
番組のコンセプトは「本気で調べて欲しい疑問を探すトーク番組」。さまぁ〜ずとゲストが、一般視聴者や芸能人から番組ホームページや番組公式Twitterに送られた世の中の様々な疑問を「神ギ問」「グ問」のいずれかに判定。その中で「神ギ問」と認められた疑問のみ、番組が調査してその答えを発表する。
2015年10月17日より、毎週土曜日 1:25 - 1:55（金曜日深夜、以下すべてJST）で放送開始。
2016年3月23日（水曜日）には22:00 - 23:24に『さまぁ〜ずの神ギ問SP』と題して、番組初の全国ネットおよびゴールデン・プライムタイムで1時間半の特別番組が放送された。その後も、2016年7月8日（金曜日）21:00 - 22:52（『金曜プレミアム』枠）に2回目、2017年2月24日（金曜日）19:57 - 21:49（『金曜プレミアム』枠）には『さまぁ〜ずの神ギ問 そもそも神ってる2時間SP』と題して3回目となる特番が放送された。
2016年4月16日より、放送時間が30分繰り上がり、毎週土曜日 0:55 - 1:25（金曜日深夜）に移動。さらに、2016年10月2日より、毎週日曜日 13:00 - 13:30へ移動した。また、深夜時代と番組構成が少し異なり、その放送回で誕生した「神ギ問」を次回以降へ持ち越さず、その放送回のうちに解答VTRを見せるパッケージ構成となった。さらに、深夜時代の未解決の「神ギ問」も神ギ問トークと合わせて解答VTRを見せる構成となっている。
2017年10月21日より、毎週土曜日 19:00 - 19:57のゴールデンタイムへ進出した。移動初回は同日19:00 - 20:54に『さまぁ〜ずの神ギ問 〜日本全国 学校の先生だって分からない疑問があるんだよSP〜』と題して、2時間の拡大版で放送された。さまぁ〜ずにとってフジテレビのゴールデンタイムでのレギュラー番組は初となる。
2018年9月1日の放送（初の総集編）の最後に同年9月29日をもって番組が終了することが発表された。最終回は18:30 - 19:57の1時間半拡大版で放送。前半は、フジテレビのリハーサル室に貼られた、これまで番組に寄せられた全ての疑問の中からさまぁ〜ずの2人がピックアップ。どちらもリンゴを上げた場合は神ギ問と認定された。番組後半では、金曜深夜・日曜昼時代の未解決の神ギ問の「答え解明会議」が行われた。ゲストは出演せず、さまぁ〜ずと宮司アナのみの出演だった。これをもって、金曜深夜から数えて約3年間の放送に幕を下ろした。最後の神ギ問は2016年5月7日に認定された「『失うものがない人』と『守るべきものがある人』はどちらが本当は強いの?」で、回答は「2000人中1315人（65.75％）が『守るべきものがある人の方が強い』と考えている」。

### 放送時間の変遷
いずれもフジテレビの場合。
| 期間       | 期間       | 放送時間（JST）                        |
| ---------- | ---------- | -------------------------------------- |
| 2015.10.17 | 2016.03.19 | 土曜日 1:25 - 1:55（30分、金曜日深夜） |
| 2016.04.16 | 2016.09.17 | 土曜日 0:55 - 1:25（30分、金曜日深夜） |
| 2016.10.02 | 2017.10.15 | 日曜日 13:00 - 13:30（30分）           |
| 2017.10.21 | 2018.09.29 | 土曜日 19:00 - 19:57（57分）           |

## 番組の進行・コーナー
疑問認定会議（神ギ問トーク）
主に番組前半で行われている。土曜ゴールデン以降は“疑問ブロック”として呼称される場合がある。
疑問VTRとして紹介された疑問に対して、さまぁ〜ずとゲストが「知りたい」「インターネットで調べても分からなそう」「今の時期だから調べてほしい」「今後のために知っておきたい」などと思えば、各々が座る席にあるボタンを押し、最大3つまでリンゴの数を増やす。逆に「知りたくない」「興味がない」「既に知っている」「番組で調べることでもない」などと思えばリンゴの数を減らす。
3人が3つずつリンゴを上げて合計9つのリンゴが揃うと「神ギ問」と認定され、番組側が全力で徹底的に調査する事が約束される。また、「神ギ問」の投稿者には、「困った時には換金もできる『純金のギ』」が贈呈される。
一方、合計のリンゴの数が8つ以下の場合（満点以外）は「グ問」と認定され、番組側は徹底的な調査を行わない。
- 金曜深夜・日曜昼時代では番組側が一切調査しない。そのため番組のオープニングでは「スマホで調べながらお楽しみください」と言っていたほか、番組スタート時より画面の左上隅に「スマホ片手にみるテレビ」とテロップ表示されていた。尚、グ問の場合は画面の下側にテロップで、「答えが気になった方は⇒○○○○○○」と、その疑問の解答が見つかるインターネットサイトが出ると思われる検索ワードが表示された。
- 土曜ゴールデン進出以降は「神ギ問」ほど徹底的ではないものの、簡単にあっさり調査した解答結果を短く発表する。

なお、スペシャル放送でパネラーが4人以上に増えた場合、最大のリンゴ数は人数×3個となり、10個以上のリンゴで「神ギ問認定」となる。　
VTRで提示された疑問についてトーク中、それに付随する形で新たな疑問が発生した場合、その疑問に認定対象が変更される事がある。
2018年1月13日の放送より、「疑問カメラ」として某日某時間に全国各都市に無人カメラを設置して一般視聴者からさまざまな疑問を募集する。判定する前にどんな疑問が挙がったかをいくつか紹介して、最後に判定する疑問を紹介して疑問認定会議へ移動する。
このコーナーでは、スタジオのセットや出演者全員の服装が「青色」で統一されている。

答え解明会議（解答VTR）
主に番組後半で行われている。土曜ゴールデン以降は“アンサーブロック”として呼称される場合がある。
「神ギ問」認定された疑問の調査結果を、次回以降又はその日の放送回に各フジテレビ男性アナウンサーのナレーションによる解答VTRで紹介。
解答VTRの冒頭では「この答えは、フジテレビアナウンサーの○○が心を込めてお伝えします」と言い、解答VTRの最後に「神ギ問」の解答を発表する際には、「こうして神ギ問の答えが導き出された」と言ってから調査結果をまとめる。一部を除きVTRの最初にインターネット上で明確な答えが出ていないことを確認するためGoogleやYahoo!知恵袋で検索した結果を表示する。
このコーナーでは、スタジオのセットや出演者全員の服装が「赤色」で統一されている。
本日の疑問 おさらい
番組の最後に、その回の放送で取り上げた疑問認定会議で紹介された疑問と答え解明会議で紹介された疑問と解答をダイジェストで一挙に振り返る。
このコーナーの代わりに、次回予告が行われる場合がある。
サブコーナー
主に、疑問認定会議および答え解明会議の代わりに行われるコーナー。
神ってる瞬間
毎回様々なジャンルにおける、貴重な「神ってる映像」を紹介する。
神ランキング
その道のプロに様々な観点で決めてもらった、番組オリジナルのいろんな「神ランキング」を紹介する。

## 出演者
レギュラーパネラー
- さまぁ〜ず
  - 三村マサカズ
  - 大竹一樹

進行
- 宮司愛海（フジテレビアナウンサー）

調査員
- 宮城舞（2016年12月4日放送〜） - 神ギ問「福岡さん・山口さん・岡山さん…47都道府県の苗字はどこまでいるの?」の調査報告のため随時不定期出演。

ゲスト
土曜ゴールデン時代からは、「疑問認定会議」に1〜2人、「答え解明会議」に3〜4人の毎回異なる芸能人がゲスト出演している。尚、「疑問認定会議」のゲストはさまぁ〜ずも含めて“認定員”名義で出演している。また、2018年以降の放送では、「疑問認定会議」に出演したゲストが続けて答え解明会議にも出演している。
金曜深夜・日曜時代は、毎週異なる女性芸能人が1人ゲスト出演していた。稀に、「疑問認定会議」「答え解明会議」にそれぞれ異なる2人がゲスト出演する場合があった。ただし、単発のゴールデンタイム・プライムタイムでの全国放送スペシャルでは男性芸能人もゲスト出演していた。

## 番組テーマソング
- SEKAI NO OWARI「Death Disco」
  - 作詞：Fukase、作曲：Nakajin, Fukase、編曲：SEKAI NO OWARI・CHRYSANTHEMUM BRIDGE
  - 番組のオープニング曲・エンディング曲・BGM・SEには、全て上記の曲が使用されている。特に、歌詞の中の「クエスチョン」が多用されている。
  - この他、番組のオープニング前には「おもちゃの兵隊の観兵式」（レオン・イェッセル作曲。『キユーピー3分クッキング』のテーマとして知られる）が使用されている。

## スタッフ
◎=ゴールデン進出と共に加入
- ナレーション：吉川未来、れいみ
- 構成：鈴木おさむ/くらなり、大井達朗、中藤洋、小野寺雅之、岡野彰男、さかE
- TP：高瀬義美
- SW：小川利行
- カメラ：伊郷憲二
- 映像：高木稔
- 音声：加瀬悦史
- 照明：本(中)澤啓史
- 編集：榎本祐紀、渡邊実、山下大樹◎、古屋卓◎
- MA：足達健太郎
- 音響効果：斉藤信之
- 美術制作：副島翔太郎
- アートコーディネーター：服部孝志（以前は美術進行）
- デザイン：安部彩、永井達也◎
- 大道具：島田秀樹◎
- アクリル装飾：谷口航(翔)平
- 特殊装置：後藤佑介◎、石田俊一
- メイク：山田かつら
- CGプロデュース：竹内美恵◎（以前はCG）
- CGデザイン：鈴木鉄平（以前はCG）
- イラスト：江原ノブヒロ◎
- 技術協力：ニューテレス、fmt、IMAGICA、モアバウンスサウンド、東京オフラインセンター◎
- 広報：鈴木文太郎◎
- リサーチ：田中郁子、藤田洋一、平松ただし、新垣瀬梨菜、皆川嘉久、大原夕季、梶間亮介、武知勇樹（皆川以降◎）
- TK：星美香
- デスク：梅都恵◎
- 制作P：松本明美、坪井理紗、竹内承◎
- FD：岩田浩介、高橋敦宣、菅谷美香（全員◎）
- ディレクター：渡辺剛、石武士◎、亀山剛志、嶋田武史（嶋田は一時離脱のち◎）、当麻晋三、久延雅一、三谷三四郎、廣井敦◎、水主惟弘、加藤武◎、鵜飼雅佳◎、田中緑◎、田中良樹◎
- プロデューサー：松本祐紀
- 演出：塩谷亮
- チーフプロデューサー：中嶋優一
- 制作：フジテレビ編成局制作センター第二制作室（旧バラエティ制作センター→バラエティ制作部→制作局第二制作センター）
- 制作著作：フジテレビ

### 過去のスタッフ
- 美術進行：椛田学
- 大道具：宮路博貴
- 特殊装置：青木紀和
- CG：ライスフィールド、八十嶋典子、秋里直樹◎
- 広報：清田美智子、太田真紀子
- リサーチ：一場麻美
- デスク：黒木智子
- ディレクター：寺田裕、松尾亮勲

## ネット局と放送時間
金曜深夜・日曜昼時代（ローカル）
| 放送対象地域   | 放送局             | 系列           | 放送日時                     | 放送期間                        | ネット状況 |
| -------------- | ------------------ | -------------- | ---------------------------- | ------------------------------- | ---------- |
| 関東広域圏     | フジテレビ         | フジテレビ系列 | 日曜 13:00 - 13:30           | 2015年10月17日 - 2017年10月15日 | 制作局     |
| 広島県         | テレビ新広島       | フジテレビ系列 | 水曜 0:25 - 0:55（火曜深夜） | 2015年10月28日 - 2017年11月15日 | 遅れネット |
| 北海道         | 北海道文化放送     | フジテレビ系列 | 金曜 1:00 - 1:30（木曜深夜） | 2015年10月30日 -                | 遅れネット |
| 佐賀県         | サガテレビ         | フジテレビ系列 | 木曜 0:55 - 1:25（水曜深夜） | 2015年10月31日 - 不明           | 遅れネット |
| 宮城県         | 仙台放送           | フジテレビ系列 | 土曜 14:55 - 15:25           | 2015年10月31日 - 不明           | 遅れネット |
| 島根県・鳥取県 | 山陰中央テレビ     | フジテレビ系列 | 土曜 0:40 - 1:10（金曜深夜） | 2015年11月7日 - 不明            | 遅れネット |
| 長崎県         | テレビ長崎         | フジテレビ系列 | 日曜 1:20 - 1:55（土曜深夜） | 2015年11月7日 - 不明            | 遅れネット |
| 沖縄県         | 沖縄テレビ         | フジテレビ系列 | 土曜 1:15 - 1:45（金曜深夜） | 2015年11月7日 - 不明            | 遅れネット |
| 熊本県         | テレビくまもと     | フジテレビ系列 | 木曜 0:25 - 0:55（水曜深夜） | 2015年11月19日 - 不明           | 遅れネット |
| 高知県         | 高知さんさんテレビ | フジテレビ系列 | 水曜 1:25 - 1:55（火曜深夜） | 2016年1月6日 - 不明             | 遅れネット |
| 中京広域圏     | 東海テレビ         | フジテレビ系列 | 土曜 2:40 - 3:10（金曜深夜） | 2016年4月9日 - 不明             | 遅れネット |
| 青森県         | 青森テレビ         | TBS系列        | 水曜 23:58 - 翌0:28          | 2016年6月6日 - 不明             | 遅れネット |
| 福岡県         | テレビ西日本       | フジテレビ系列 | 水曜 0:25 - 0:55（火曜深夜） | 2016年7月12日 - 不明            | 遅れネット |
| 富山県         | 富山テレビ         | フジテレビ系列 | 日曜 8:30 - 9:00             | 2016年10月2日 - 2017年10月1日   | 遅れネット |
| 新潟県         | 新潟総合テレビ     | フジテレビ系列 | 木曜 0:30 - 1:00（水曜深夜） | 2016年10月13日 - 不明           | 遅れネット |
| 福島県         | 福島テレビ         | フジテレビ系列 | 土曜 14:00 - 14:30           | 2016年11月5日 - 不明            | 遅れネット |
| 鹿児島県       | 鹿児島テレビ       | フジテレビ系列 | 土曜 18:00 - 18:30           | 2016年11月26日 - 2017年9月30日  | 遅れネット |
| 近畿広域圏     | 関西テレビ         | フジテレビ系列 | 土曜 10:25 - 10:55           | 2017年4月1日 - 10月18日         | 遅れネット |
| 石川県         | 石川テレビ         | フジテレビ系列 | 日曜 8:25 - 8:55             | 2017年4月2日 - 不明             | 遅れネット |
| 長野県         | 長野放送           | フジテレビ系列 | 月曜 14:50 - 15:20           | 2017年4月3日 - 10月30日         | 遅れネット |
| 静岡県         | テレビ静岡         | フジテレビ系列 | 水曜 0:30 - 1:00（火曜深夜） | 2017年4月12日 - 不明            | 遅れネット |
| 岩手県         | 岩手めんこいテレビ | フジテレビ系列 | 日曜 13:00 - 13:30           | 2017年6月4日 - 不明             | 遅れネット |

- この他にもテレビ大分など、不定期放送のネット局がいくつか存在する。また、ゴールデンタイム・プライムタイムでの全国放送スペシャルでは、上記以外の当番組をレギュラー放送されていないフジテレビ系列局でも放送されている。

土曜ゴールデン時代（全国ネット）
| 放送対象地域   | 放送局             | 系列                                         | 放送時間           | 放送期間                       | ネット状況 |
| -------------- | ------------------ | -------------------------------------------- | ------------------ | ------------------------------ | ---------- |
| 関東広域圏     | フジテレビ         | フジテレビ系列                               | 土曜 19:00 - 19:57 | 2017年10月21日 - 2018年9月29日 | 制作局     |
| 北海道         | 北海道文化放送     | フジテレビ系列                               | 土曜 19:00 - 19:57 | 2017年10月21日 - 2018年9月29日 | 同時ネット |
| 岩手県         | 岩手めんこいテレビ | フジテレビ系列                               | 土曜 19:00 - 19:57 | 2017年10月21日 - 2018年9月29日 | 同時ネット |
| 宮城県         | 仙台放送           | フジテレビ系列                               | 土曜 19:00 - 19:57 | 2017年10月21日 - 2018年9月29日 | 同時ネット |
| 秋田県         | 秋田テレビ         | フジテレビ系列                               | 土曜 19:00 - 19:57 | 2017年10月21日 - 2018年9月29日 | 同時ネット |
| 山形県         | さくらんぼテレビ   | フジテレビ系列                               | 土曜 19:00 - 19:57 | 2017年10月21日 - 2018年9月29日 | 同時ネット |
| 福島県         | 福島テレビ         | フジテレビ系列                               | 土曜 19:00 - 19:57 | 2017年10月21日 - 2018年9月29日 | 同時ネット |
| 新潟県         | 新潟総合テレビ     | フジテレビ系列                               | 土曜 19:00 - 19:57 | 2017年10月21日 - 2018年9月29日 | 同時ネット |
| 長野県         | 長野放送           | フジテレビ系列                               | 土曜 19:00 - 19:57 | 2017年10月21日 - 2018年9月29日 | 同時ネット |
| 静岡県         | テレビ静岡         | フジテレビ系列                               | 土曜 19:00 - 19:57 | 2017年10月21日 - 2018年9月29日 | 同時ネット |
| 富山県         | 富山テレビ         | フジテレビ系列                               | 土曜 19:00 - 19:57 | 2017年10月21日 - 2018年9月29日 | 同時ネット |
| 石川県         | 石川テレビ         | フジテレビ系列                               | 土曜 19:00 - 19:57 | 2017年10月21日 - 2018年9月29日 | 同時ネット |
| 福井県         | 福井テレビ         | フジテレビ系列                               | 土曜 19:00 - 19:57 | 2017年10月21日 - 2018年9月29日 | 同時ネット |
| 中京広域圏     | 東海テレビ         | フジテレビ系列                               | 土曜 19:00 - 19:57 | 2017年10月21日 - 2018年9月29日 | 同時ネット |
| 近畿広域圏     | 関西テレビ         | フジテレビ系列                               | 土曜 19:00 - 19:57 | 2017年10月21日 - 2018年9月29日 | 同時ネット |
| 島根県・鳥取県 | 山陰中央テレビ     | フジテレビ系列                               | 土曜 19:00 - 19:57 | 2017年10月21日 - 2018年9月29日 | 同時ネット |
| 岡山県・香川県 | 岡山放送           | フジテレビ系列                               | 土曜 19:00 - 19:57 | 2017年10月21日 - 2018年9月29日 | 同時ネット |
| 広島県         | テレビ新広島       | フジテレビ系列                               | 土曜 19:00 - 19:57 | 2017年10月21日 - 2018年9月29日 | 同時ネット |
| 愛媛県         | テレビ愛媛         | フジテレビ系列                               | 土曜 19:00 - 19:57 | 2017年10月21日 - 2018年9月29日 | 同時ネット |
| 高知県         | 高知さんさんテレビ | フジテレビ系列                               | 土曜 19:00 - 19:57 | 2017年10月21日 - 2018年9月29日 | 同時ネット |
| 福岡県         | テレビ西日本       | フジテレビ系列                               | 土曜 19:00 - 19:57 | 2017年10月21日 - 2018年9月29日 | 同時ネット |
| 佐賀県         | サガテレビ         | フジテレビ系列                               | 土曜 19:00 - 19:57 | 2017年10月21日 - 2018年9月29日 | 同時ネット |
| 長崎県         | テレビ長崎         | フジテレビ系列                               | 土曜 19:00 - 19:57 | 2017年10月21日 - 2018年9月29日 | 同時ネット |
| 熊本県         | テレビくまもと     | フジテレビ系列                               | 土曜 19:00 - 19:57 | 2017年10月21日 - 2018年9月29日 | 同時ネット |
| 宮崎県         | テレビ宮崎         | フジテレビ系列 日本テレビ系列 テレビ朝日系列 | 土曜 19:00 - 19:57 | 2017年10月21日 - 2018年9月29日 | 同時ネット |
| 鹿児島県       | 鹿児島テレビ       | フジテレビ系列                               | 土曜 19:00 - 19:57 | 2017年10月21日 - 2018年9月29日 | 同時ネット |
| 沖縄県         | 沖縄テレビ         | フジテレビ系列                               | 土曜 19:00 - 19:57 | 2017年10月21日 - 2018年9月29日 | 同時ネット |
| 青森県         | 青森テレビ         | TBS系列                                      | 不定期放送         | 不明 - 不明                    | 遅れネット |
| 大分県         | テレビ大分         | 日本テレビ系列 フジテレビ系列                | 不定期放送         | 不明 - 不明                    | 遅れネット |

- 2018年4月よりスペシャル放送は一部系列局ではフジテレビの放送終了時刻の6分前に飛び降りとなった。

### 変遷
| 期間       | 期間       | 放送曜日             | 放送時間（JST）       |
| ---------- | ---------- | -------------------- | --------------------- |
| 2015.10.17 | 2016.03.19 | 土曜日（金曜日深夜） | 01:25 - 01:55（30分） |
| 2016.04.16 | 2016.09.17 | 土曜日（金曜日深夜） | 00:55 - 01:25（30分） |
| 2016.10.02 | 2017.10.15 | 日曜日               | 13:00 - 13:30（30分） |
| 2017.10.21 | 2018.09.29 | 土曜日               | 19:00 - 19:57（57分） |